# Heinrich Esser
Heinrich Esser (Mannheim, Alemanya, 15 de juliol de 1818 – Salzburg, Àustria, 3 de juny de 1872) fou un violinista i director d'orquestra alemany.
A vint anys fou nomenat director de concerts de la cort, i el 1842 desenvolupà interinament les funcions de mestre de capella, sent nomenat poc temps després director de la Liedertafel de Magúncia, el 1847 del teatre Kärnthuerthor de Viena, i el 1857 director d'orquestra de l'Òpera Imperial de Viena i dels Concerts filharmònics de la mateixa ciutat.
A més de les òperes Silas (Mannheim, 1840), Riquiqui (Aquisgrà, 1843) i Die beiden Prinzen (Múnic, 1845), deixà diverses composicions per a orquestra i quartets de corda i nombrosos lieder, més coneguts que les primeres.
En la capital austríaca també donà lliçons de cant, tenint entre altres alumnes la soprano Amalie Materna.